# 日振島村
日振島村（ひぶりじまむら）は、1958年（昭和33年）まで愛媛県の南予地方の北宇和郡にあった村である。
当村を含む5村が昭和の大合併にて宇和海村が成立、自治体としては消滅した。その後宇和海村は1974年（昭和49年）に宇和島市へ編入され，現在に至っている。宇和海の離島、漁村である。
詳細は、日振島の記事も参照のこと。

## 地理
宇和島市西部の宇和海、宇和島港から10里と称された西海上に浮かぶ日振島と、その属島沖の島、竹ヶ島、横島ほかからなる（有人島は日振島のみ）。
島
- 日振島

村名の由来
「日振」の名は既に平安時代からの古文書に見ることができる。詳細は、日振島の記事を参照のこと。

## 歴史
藩政期
- 宇和島藩に属す。清家氏が代々庄屋を務めた。

明治以降
- 1889年（明治22年）12月15日 - 町村制施行時に、日振浦一村（浦）がそのまま日振島村となった。
- 1949年（昭和24年） - デラ台風の直撃を受け、鰯網7統すべてが遭難し、100名以上の死者を出す大惨事となった。
- 1954年（昭和29年） - 離島振興法の適用を受けて、生活環境の改善等が行なわれ始める。
- 昭和30年代に入り、耕作放棄が続き、過疎化が急速に進んだ。
- 1958年（昭和33年）4月1日 - 昭和の大合併に従い、下波村、蔣淵村、遊子村、戸島村の4村と合併し、宇和海村を新設し、日振島村は自治体としては消滅。

```
日振島村の系譜
（町村制実施以前の村）（明治期）
　　　　　　　　　　　町村制施行時　　　　　昭和の合併　　　　　　　　　　平成の合併
下波浦　━━━━━　下波村　━━┓
蔣淵浦　━━━━━　蔣淵村　━━┫　（昭和33年4月1日合併）
遊子浦　━━━━━　遊子村　━━╋━━━━　宇和海村　━┓
戸島浦　━━━━━　戸島村　━━┫　　　　　　　　　　　┃
日振浦　━━━━━　日振島村　━┛　　　　　　　　　　　┃
　　　　　　　　　　　　　　　　　　　　　　　　　　　　┃
　　　　　　　　　　　　　　　　　　　　　　　　　　　　┃（昭和49年4月1日編入）
　　　　　　　　　　　　　　　　　　　　　　宇和島市━━┻━━━━━━━━┓
　　　　　　　　　　　　　　　　　　　　　　三間町━━━━━━━━━━━━╋━━宇和島市
　　　　　　　　　　　　　　　　　　　　　　吉田町━━━━━━━━━━━━┫（平成17年8月1日合併）
　　　　　　　　　　　　　　　　　　　　　　津島町━━━━━━━━━━━━┛

（注記）宇和島市、三間町、吉田町、津島町の平成の合併以前の系譜については、それぞれの記事を参照のこと。

```

## 地域
大字はなし。能登、明海（あこ）、喜路の3地区がある。一つの島ながら、それぞれ2,3キロずつ離れている。